# Al-Muayyad Abu an-Nasir Chaykh al-Muhammudi
Al-Muayyad Abu an-Nasir Chaykh al-Muhammudi (vers 1369-1421) est un sultan mamelouk burjite qui règne en Égypte de 1412 à 1421.

## Biographie
À l’âge de douze ans, Chaykh al-Muhammudi est acheté comme esclave par le sultan Az-Zâhir Sayf ad-Dîn Barquq. Passé au service du sultan il passe par tous les grades. En 1400, il est nommé gouverneur de Tripoli par le sultan An-Nasir Faraj au moment de l’invasion de la Syrie par Tamerlan. Alors que les autres émirs se sont réfugiés dans la forteresse d’Alep, il ose attaquer. Chaykh al-Muhammudi, fait prisonnier, s’évade.
Tamerlan prend ensuite Hama, Homs et Baalbek. Il arrive à Damas que le sultan An-Nâsir Faraj ben Barquq est venu défendre depuis Le Caire. Le 25 décembre 1400 An-Nâsir Faraj est repoussé. Il doit retourner au Caire à cause des risques de coup d’état en abandonnant Damas à son sort. Ibn Khaldoun qui se trouvait là, est chargé par les notables de mener les négociations pour la reddition de la ville. La ville est en proie aux pillages et à un incendie qui endommage la grande mosquée des Omeyyades. Le 19 mars 1401 Tamerlan quitte Damas. Il emmène avec lui tous les ouvriers d’art qu’il a pu réunir, tisserands de soie, armuriers, verriers et potiers, destinés à aller embellir Samarcande, ainsi qu’un grand nombre de lettrés obligés à le suivre, et des multitudes réduites en esclavage. Tamerlan, après avoir ruiné la Syrie, l’évacue sans avoir rien fait pour y établir un pouvoir régulier. Elle est aussitôt réoccupée par les Mamelouks. Chaykh al-Muhammudi est le premier à annoncer le retrait de Tamerlan. La Syrie retombe aux mains des mamelouks.
Chaykh al-Muhammudi est alors désigné comme gouverneur de Damas. En 1404, il s’allie avec Yachbak. Tous deux menacent sérieusement An-Nâsir Faraj en Syrie mais sont finalement vaincu. Chaykh al-Muhammudi perd son gouvernement.
En 1405, une nouvelle sédition dépose le sultan, qui doit fuir et est remplacé par son frère Abd al-Azîz. Le parti de Yachbak triomphe et Chaykh al-Muhammudi devient lieutenant général du sultanat. Le règne d’Abd al-Azîz est des plus courts, septante jours après, An-Nâsir Faraj reprend son trône.
Chaykh al-Muhammudi retrouve le gouvernement de Damas après le rétablissement de Nasir Faraj. Il semble même en être un fidèle serviteur en l’assistant pour réprimer la révolte de Djakam, émir d’Alep, qui s’est autoproclamé sultan. An-Nâsir Faraj fait inconsidérément arrêter Chaykh al-Muhammudi qui s’évade et reprend Damas à Nauroz, son successeur désigné, auquel il cède le gouvernent de Tripoli. Nasir Faraj et Chaykh al-Muhammudi se réconcilient. En 1409, Nasir Faraj vient le déloger de Damas et l’assiège. Chaykh al-Muhammudi se soumet mais reprend Damas tout en protestant de sa fidélité au sultan. En 1410, Chaykh al-Muhammudi et d’autres émirs se rendent maîtres du Caire où ils tentent d’établir sultan le fils d’An-Nasir Faraj. À l’approche du sultan Chaykh al-Muhammudi se replie à Suez. An-Nâsir Faraj lui pardonne encore une fois et lui donne le gouvernement d’Alep. En 1412, une nouvelle rébellion oblige le sultan à revenir à Damas, mais cette fois le sultan, abandonné par ses troupes, est battu et doit se rendre aux insurgés. Dans la bataille le calife abbasside Al-Musta`in a été fait prisonnier. Les insurgés le contraignent à prononcer la destitution du sultan et d’en accepter le titre. Le 7 mai 1412, le calife accepte le titre de sultan à condition de conserver son titre de calife en cas de destitution de celui de sultan car il ne se fait guère d’illusion sur la durée de son mandat. Le 28 mai, Nasir Faraj est arrêté et tué dans la forteresse de Damas. Nauroz reprend le gouvernement de Damas tandis que Chaykh al-Muhammudi revient au Caire avec le calife Al-Musta`in qui s’installe dans la citadelle.
Chaykh al-Muhammudi parvient à rendre impopulaire le calife et le démet au bout de sept mois de règne et se fait proclamer sultan. Il prend alors le titre d’Al-Muayyad Abu an-Nasir Le calife est envoyé à Alexandrie où il passe le reste de sa vie son frère Dawud al-Mu'tadid II lui succède comme calife en 1414. Al-Musta`in  décède en 1430.

### Le règne
Nauroz, émir de Damas, refuse de reconnaître Al-Muayyad Abu an-Nasir Chaykh al-Muhammudi, et proclame la guerre sainte en prétextant de la destitution du calife.  En juillet 1414, Nauroz est vaincu, arrêté et mis à mort après avoir été assiégé dans Damas. Al-Muayyad Abu an-Nasir rétablit le pouvoir des mamelouks sur la Syrie. Al-Muayyad va faire ses dévotions à Jérusalem puis rentre au Caire.
La situation qu’Al-Muayyad retrouve au Caire, est chaotique, la peste fait des ravages dans la population, la famine règne et la monnaie se dévalue. Al-Muayyad prend des mesures de redressement. La situation monétaire est assainie, les incursions des bédouins sont réprimées. La production agricole reprend et le prix des céréales baisse.

#### La guerre en Anatolie
Après avoir remis de l’ordre, Al-Muayyad se prépare à faire la guerre en Anatolie. Tarse venait d’être prise aux Ramazanides (Ramazanoğulları), vassaux en titre des mamelouks, par le Karamanide Nâsıreddin Mehmed qui se croit hors d’atteinte et sous la protection des Ottomans. En 1415, Al-Muayyad rend Tarse à l’émir ramazanide Şihabeddin Ahmed qui étend son domaine aux villes de Sis (actuellement Kozan) et Ayas.L’émir karamanide Nâsıreddin Mehmed est fait prisonnier et amené au Caire. Pendant sa captivité, son frère, Dâmâd Bengi Alâeddin Ali négocie avec les Mamelouks une alliance contre les Ottomans. En 1421, après la chute d’Al-Muayyad Nâsıreddin, Mehmed sera libéré par les Mamelouks et reprendra facilement son poste.
En 1418, le danger vient des Turkmènes Qara Qoyunlu (Moutons blancs). Tarse est reprise. Al-Muayyad envoie son fils Ibrahim reprendre ce qui a été perdu. La principauté karamanide est envahie, Ibrahim prend Kayseri, Konya et Karaman (Laranda) leur capitale. Ibrahim rentre au Caire en triomphateur avec un énorme butin. Les Mamelouks sont cependant incapables de maintenir leur domination sur ces territoires d’Anatolie qui va devenir le territoire des Ottomans.

#### La guerre avec Chypre
Déjà en 1365, le roi de Chypre Pierre Ier de Chypre et Philippe de Mézières avait fait appel à l'Occident pour une nouvelle croisade. Ils avaient débarqué à Alexandrie qu'ils ont incendié et pillé.
En 1403, le maréchal Boucicaut avec le roi de Chypre Janus de Lusignan a organisé d'autres expéditions contre Alexandrie et contre Beyrouth. Ces expéditions furent des échecs. Malgré un traité de paix les incursions des Chypriotes continuèrent. En 1410, An-Nâsir Faraj avait riposté par un débarquement à Chypre. En 1413, Les Chypriotes tentent un débarquement à Damour. Al-Muayyad riposte en organisant un débarquement sur l'île. Janus signe la paix ce qui n'empêcha toujours pas les pirates catalans de partir de Chypre pour leurs raids sur les côtes d'Égypte et de Syrie.
Cette guerre ne s'est terminée qu'en 1426, par l'invasion de Chypre par Barsbay et la captivité de Janus.

## Les successeurs
Le 14 janvier 1421, Al-Muayyad meurt peu après son fils Ibrahim qui a peut-être été victime de la jalousie de son père après ses succès en Anatolie, mais ce n'est pas prouvé.
Le deuxième fils d’Al-Muayyad, Ahmad  qu’il a fait désigner comme successeur n’a que 17 mois quand il est proclamé sultan avec le titre d’Al-Muzaffar. Le régent désigné, était en campagne et l’atabeg Tatar qui a épousé sa mère s’empare du trône moins de huit mois plus tard (1421).